# Kościół Najświętszego Serca Pana Jezusa w Krobielewku
Kościół pw. Najświętszego Serca Pana Jezusa w Krobielewku – kościół filialny zlokalizowany we wsi Krobielewko, w gminie Skwierzyna (województwo lubuskie). Należy do parafii św. Mikołaja Biskupa ze Skwierzyny.

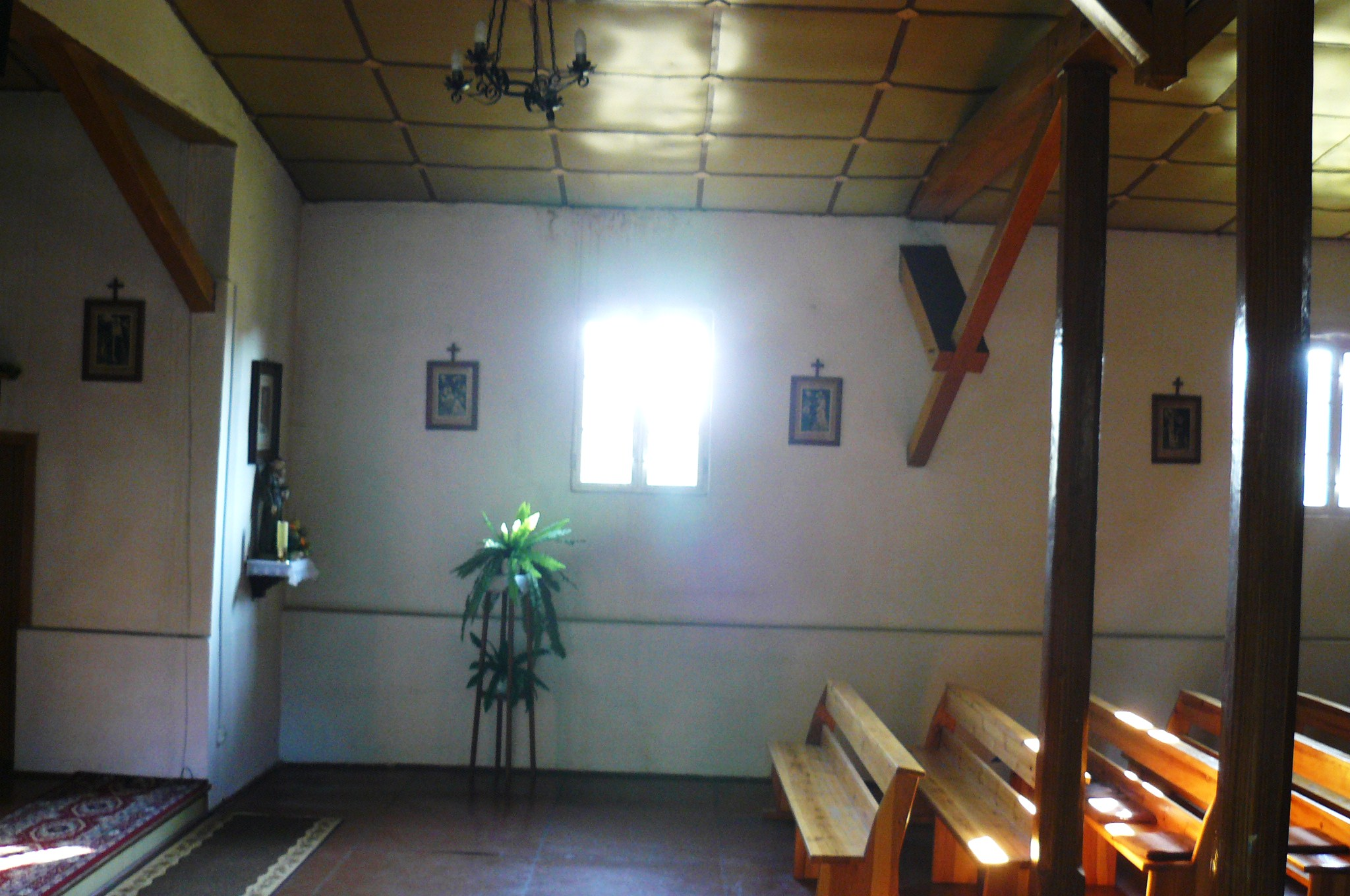
Wnętrze

## Historia
Obiekt zlokalizowany jest we wschodniej części wsi, na południe od drogi wojewódzkiej nr 199. Drewniany kościół, na wysokiej podmurówce ceglano-kamiennej (do jednego metra), powstał w 1924, a poświęcono go w 1927. Wejście do świątyni odbywa się przez czworokątną wieżę krytą spiczastym hełmem (górna część wieży jest ośmioboczna). Nawa wzniesiona została na planie wydłużonego prostokąta. Dach nawy pokryty jest papą, a wieża blachą. Stolarka okien i drzwi jest drewniana.

## Otoczenie
Przy kościele stoi dzwonnica stalowo-drewniana z dzwonem sygnowanym przez Hedwig i Udo von Brandis z Bochum (1918).
Po drugiej stronie wiejskiej drogi gruntowej położony jest stary, nieużywany cmentarz ewangelicki w formie lapidarium.

## Galeria

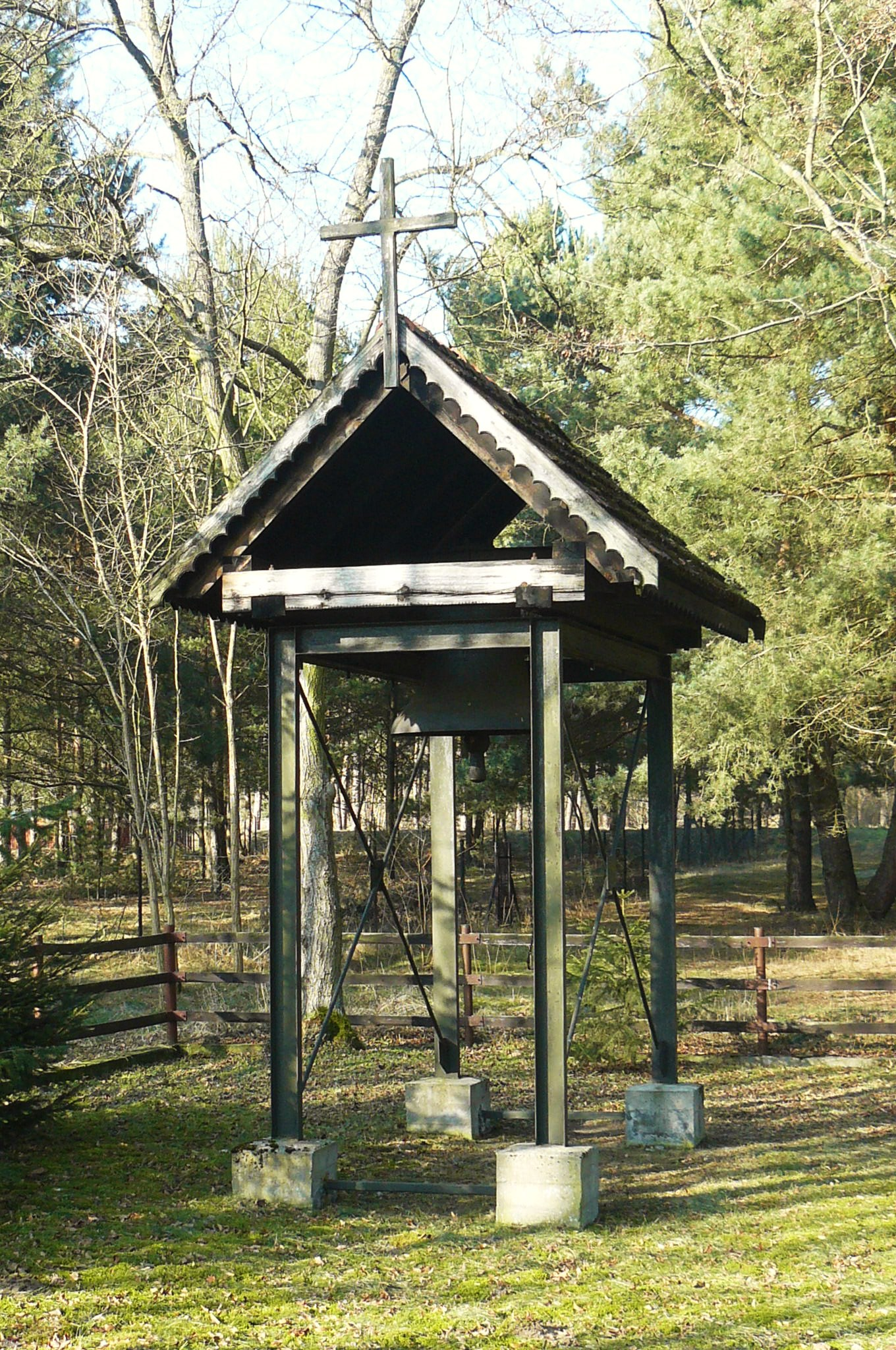
Dzwonnica
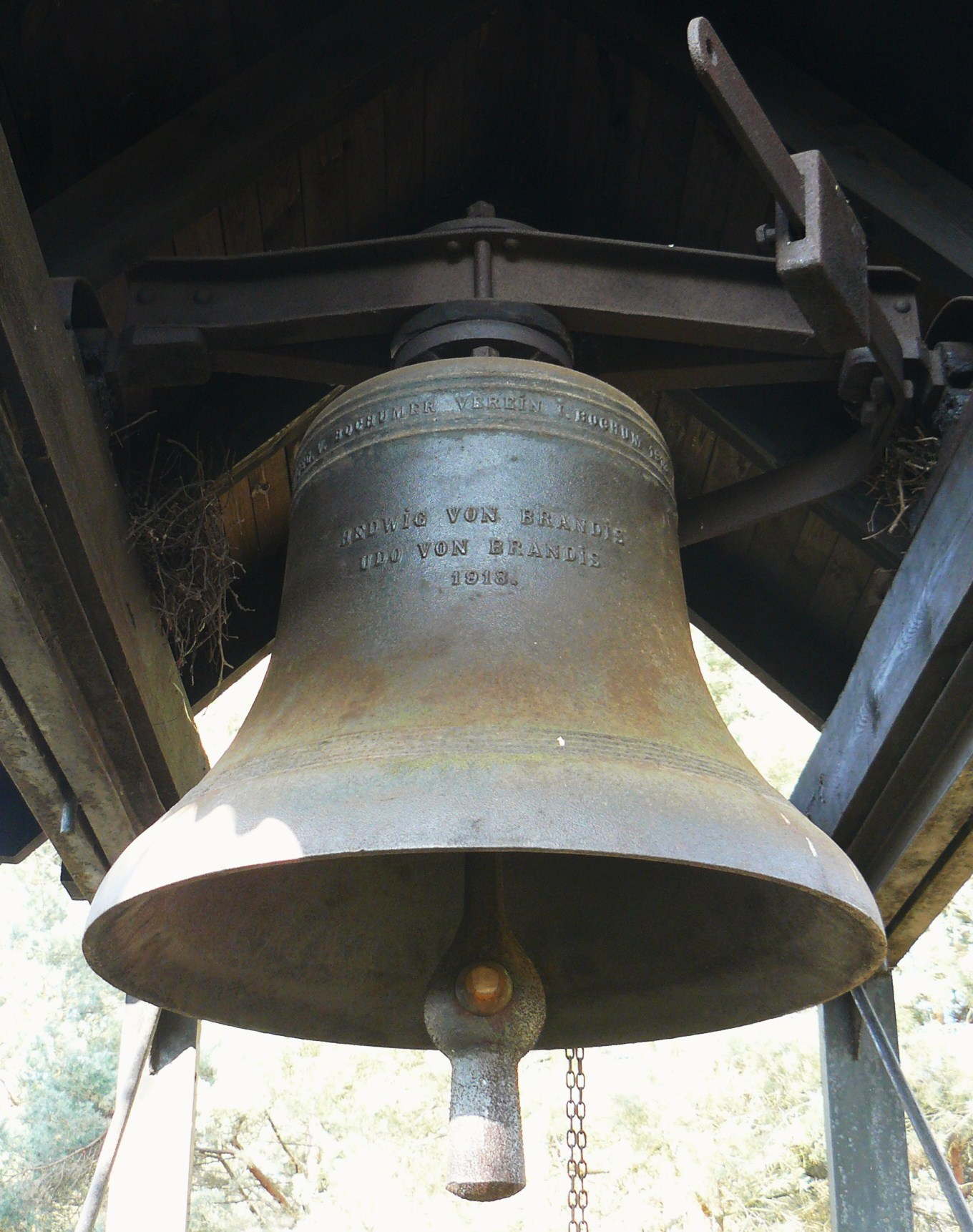
Dzwon
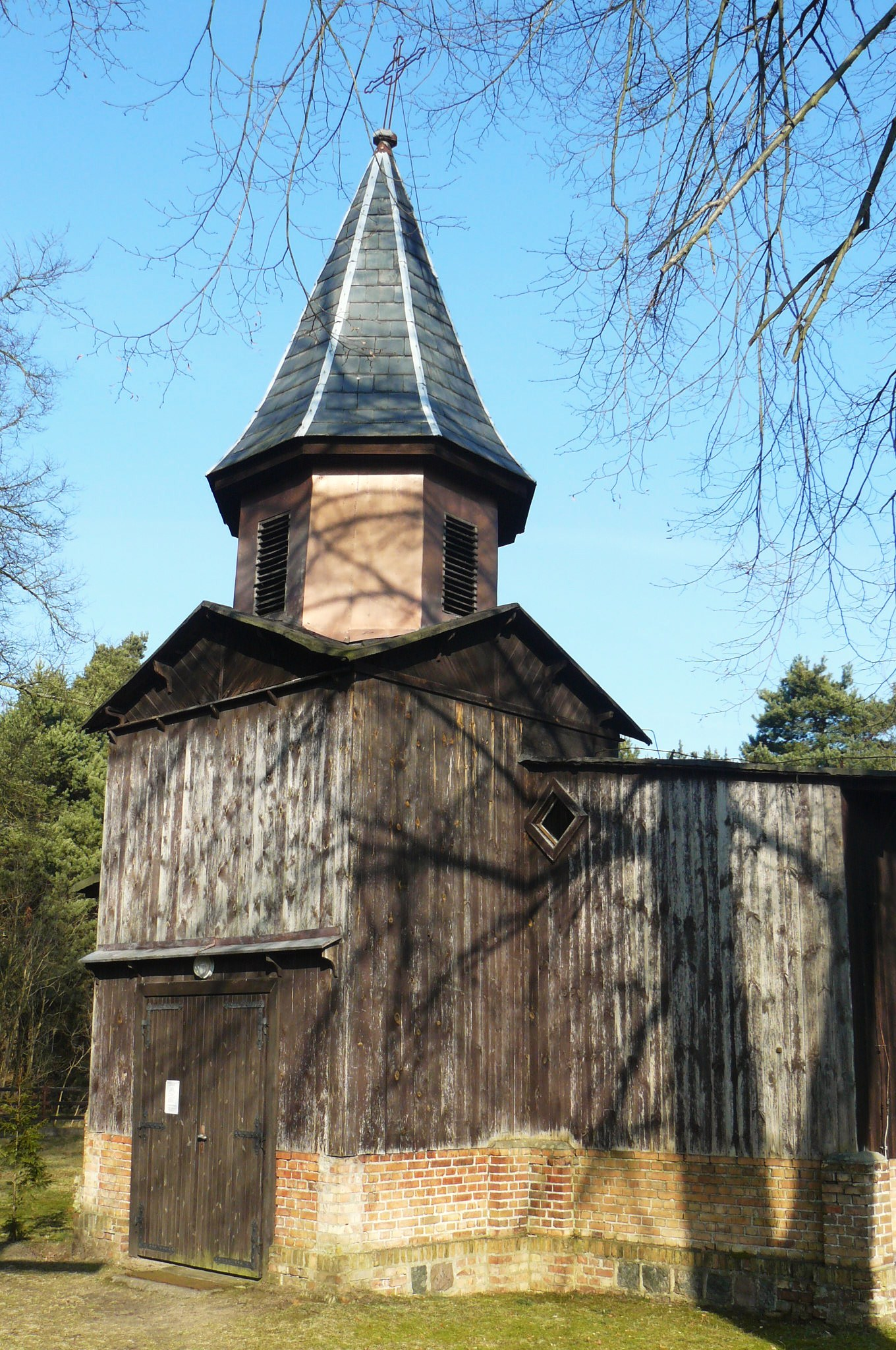
Wieża